# Сульфат кобальта(II)
Сульфа́т ко́бальта(II) — неорганическое вещество с формулой CoSO4, является солью двухвалентного кобальта и серной кислоты. Безводный сульфат кобальта(II) представляет собой кристаллическое вещество розового цвета. Гептагидрат сульфата кобальта(II) CoSO4·7H2O имеет вид красных кристаллов и известен под названием «кобальтовый (красный) купорос». Встречается в природе в виде ряда минералов, применяется в качестве пигмента и при покрытии других металлов кобальтом.

## Нахождение в природе
Сульфат кобальта(II) встречается в природе в виде минералов аплоуита, мурхаусита и биберита. Основные свойства этих минералов представлены в таблице.
|                    | Аплоуит                   | Мурхаусит                 | Биберит        |
| ------------------ | ------------------------- | ------------------------- | -------------- |
| Состав             | Co0.6Mn2+0.3Ni0.1SO4·4H2O | Co0.6Ni0.3Mn2+0.1SO4·6H2O | CoSO4·7H2O     |
| Цвет               | розовый                   | розовый                   | розово-красный |
| Сингония           | моноклинная               | моноклинная               | моноклинная    |
| Плотность, г/см³   | 2,33                      | 1,97                      | 1,9            |
| Твердость по Моосу | 3                         | 2,5                       | 2              |

## Физические свойства
Безводный сульфат кобальта(II) — кристаллическое вещество розового цвета. Очень гигроскопичен. Хорошо (но медленно) растворяется в воде (36,3 г/100 г H2O при 20 °C и 49,3 г/100 г H2O при 80 °C). Плохо растворяется в этаноле (0,17 г/л при 25 °C), концентрированной серной кислоте, несколько лучше — в метаноле (4,2 г/л при 25 °C) и глицерине.
Безводный сульфат кобальта(II) существует в двух кристаллических модификациях:
- α-CoSO4 розового цвета, имеет ромбическую сингонию кристаллической решётки (пространственная группа Pnma, a = 0,671 нм, b = 0,845 нм, с = 0,465 нм, Z = 4).
- β-CoSO4 сиреневого цвета, имеет моноклинную сингонию кристаллической решётки.

Температура фазового перехода α→β 440 °C. Стандартная энтальпия фазового перехода α→β 6,7 кДж/моль. Моноклинная модификация является устойчивой при высоких давлениях.
При температуре 600—700 °C сульфат кобальта(II) разлагается (см. раздел Химические свойства).

### Кристаллогидраты
При осаждении из растворов и при поглощении влаги сульфат кобальта(II) образует ряд кристаллогидратов.
- Гептагидрат {\displaystyle {\mathsf {CoSO_{4}\cdot 7H_{2}O}}} — красные кристаллы с моноклинной сингонией (пространственная группа P21, а = 1,545 нм, b = 1,308 нм, с = 2,004 нм, β = 104,67°, Z = 16). Известны также две метастабильные модификации гептагидрата — с ромбической и моноклинной сингониями.
- Гексагидрат {\displaystyle {\mathsf {CoSO_{4}\cdot 6H_{2}O}}} — оранжево-красные кристаллы с моноклинной сингонией.
- Моногидрат {\displaystyle {\mathsf {CoSO_{4}\cdot H_{2}O}}} — розовые кристаллы с моноклинной сингонией.

Кроме того, известны метастабильные гидраты с 4 и 2 молекулами воды.

## Химические свойства

### Разложение
Кристаллогидраты сульфата кобальта(II) при нагревании разлагаются, теряя кристаллизационную воду:
{\displaystyle {\mathsf {CoSO_{4}\cdot 7H_{2}O\ {\xrightarrow[{-1\ H_{2}O}]{41-43\ ^{\circ }C}}\ CoSO_{4}\cdot 6H_{2}O{\xrightarrow[{-5\ H_{2}O}]{71\ ^{\circ }C}}\ CoSO_{4}\cdot H_{2}O\ {\xrightarrow[{-1\ H_{2}O}]{250-420\ ^{\circ }C}}\ CoSO_{4}}}}
При дальнейшем нагревании безводный сульфат кобальта(II) разлагается до двойного оксида с выделением диоксида серы и кислорода:
{\displaystyle {\mathsf {3CoSO_{4}\ {\xrightarrow {600-700\ ^{\circ }C}}\ (Co^{II}Co_{2}^{III})O_{4}\ +\ 3SO_{2}\ +\ O_{2}}}}

### Гидролиз
При растворении в воде сульфат кобальта(II) диссоциирует, при этом происходит гидратация катиона:
{\displaystyle {\mathsf {CoSO_{4}\ +6H_{2}O\ \longrightarrow \ [Co(H_{2}O)_{6}]^{2+}\ +\ SO_{4}^{2-}}}}
Катион гексааквакобальта(II) обратимо гидролизуется, давая кислую среду:
{\displaystyle {\mathsf {[Co(H_{2}O)_{6}]^{2+}\ +\ H_{2}O\ \rightleftarrows \ [Co(H_{2}O)_{5}(OH)]^{+}\ +\ H_{3}O^{+}}},\ pK_{a}\ =\ 8,90}

### Обменные реакции в растворе
- В водных растворах сульфат кобальта(II) вступает в реакции с щелочами:

с концентрированной (более 10 %) щёлочью образуется фиолетово-синий осадок гидроксида кобальта(II):
{\displaystyle {\mathsf {CoSO_{4}\ +\ 2NaOH\ \longrightarrow \ Na_{2}SO_{4}\ +\ Co(OH)_{2}\downarrow }}}
с разбавленной щёлочью образуются осадки осно́вных сульфатов кобальта(II) различного состава, в частности:
{\displaystyle {\mathsf {Co_{4}SO_{4}(OH)_{6}\cdot 4H_{2}O}}} голубого цвета;
{\displaystyle {\mathsf {Co_{2}SO_{4}(OH)_{2}\cdot 2H_{2}O}}} синего цвета;
{\displaystyle {\mathsf {Co_{5}(SO_{4})_{2}(OH)_{6}\cdot 5H_{2}O}}} фиолетового цвета.
- При взаимодействии концентрированного раствора сульфата кобальта(II) с насыщенными растворами сульфатов ряда щелочных металлов или аммония образуется осадок двойных солей (шёнитов)[4][6]:

{\displaystyle {\mathsf {CoSO_{4}\ +\ M_{2}SO_{4}\ +\ 6H_{2}O\longrightarrow \ M_{2}Co(SO_{4})_{2}\cdot 6H_{2}O\downarrow \ ,\ (M\ =\ K,\ Rb,\ Cs,\ NH_{4})}}}
- При взаимодействии раствора сульфата кобальта(II) с растворами ортофосфатов или арсенатов щелочных металлов выпадает осадок соответствующих солей кобальта(II)[4]:

{\displaystyle {\mathsf {3CoSO_{4}\ +\ 2Na_{3}EO_{4}\ +\ 8H_{2}O\ \longrightarrow \ Co_{3}(EO_{4})_{2}\cdot 8H_{2}O\downarrow \ +\ 3Na_{2}SO_{4}\ ,\ (E\ =\ P,\ As)}}}
- Кроме того, сульфат кобальта(II) вступает во все обменные реакции, характерные для растворимых солей кобальта(II) и растворимых сульфатов, например:

образует осадок сульфида кобальта(II) при взаимодействии с гидросульфидом аммония
{\displaystyle {\mathsf {2CoSO_{4}\ +\ 2NH_{4}HS\ \longrightarrow \ 2CoS\downarrow \ +\ (NH_{4})_{2}SO_{4}\ +\ H_{2}SO_{4}}}}
образует осадок сульфата бария при взаимодействии с нитратом бария
{\displaystyle {\mathsf {CoSO_{4}\ +\ Ba(NO_{3})_{2}\ \longrightarrow \ Co(NO_{3})_{2}\ +\ BaSO_{4}\downarrow }}}

### Образование комплексных соединений
- При взаимодействии сульфата кобальта(II) с концентрированным гидратом аммиака образуется жёлтый осадок сульфата гексаамминкобальта(II)[4]:

{\displaystyle {\mathsf {CoSO_{4}\ +\ 6(NH_{3}\cdot H_{2}O)\ \longrightarrow \ [Co(NH_{3})_{6}]SO_{4}\downarrow \ +\ 6H_{2}O}}}
- В сернокислых растворах сульфат кобальта(II) образует комплексные анионы, в частности анион дисульфатокобальтата(II)[6]:

{\displaystyle {\mathsf {CoSO_{4}\ +\ SO_{4}^{2-}\ \rightleftarrows \ [Co(SO_{4})_{2}]^{2-}}}}

### Образование соединений кобальта(III)
Сульфат кобальта(II) окисляется до соединений кобальта(III) при действии сильных окислителей.
- При озонировании раствора сульфата кобальта(II) в серной кислоте образуется раствор сульфата кобальта(III):

{\displaystyle {\mathsf {2CoSO_{4}\ +\ O_{3}\ +\ H_{2}SO_{4}\ \longrightarrow \ Co_{2}(SO_{4})_{3}\ +\ O_{2}\uparrow \ +\ H_{2}O}}}
- При фторировании раствора сульфата кобальта(II) в 4N серной кислоте при 0 °C выпадает осадок 18-гидрата сульфата кобальта(III):

{\displaystyle {\mathsf {2CoSO_{4}\ +\ H_{2}SO_{4}\ +\ 18H_{2}O\ +\ F_{2}\ \longrightarrow \ Co_{2}(SO_{4})_{3}\cdot 18H_{2}O\downarrow +\ 2HF}}}

### Электролиз
При электролизе водного раствора сульфата кобальта(II) на катоде выделяется металлический кобальт, на аноде выделяется кислород:
{\displaystyle {\mathsf {Co^{2+}\ +\ 2e^{-}\ \longrightarrow \ Co\downarrow }}}
{\displaystyle {\mathsf {2H_{2}O\ -\ 4e^{-}\ \longrightarrow \ O_{2}\uparrow \ +\ 4H^{+}}}}
Данный процесс используется для гальванического покрытия других металлов кобальтом.

## Получение
Сульфат кобальта(II) может быть получен следующими способами.
- взаимодействием оксида или гидроксида кобальта(II) с разбавленной серной кислотой[6]: В концентрированной горячей серной кислоте растворение оксидов кобальта идет быстрее.

{\displaystyle {\mathsf {CoO\ +\ H_{2}SO_{4}\ \longrightarrow \ CoSO_{4}\ +\ H_{2}O}}}
{\displaystyle {\mathsf {Co(OH)_{2}\ +\ H_{2}SO_{4}\ \longrightarrow \ CoSO_{4}\ +\ 2H_{2}O}}}
CoCO3 + H2SO4 → H2O + CO2 + CoSO4
- взаимодействием сульфида кобальта(II) с горячей концентрированной азотной кислотой[4]:

{\displaystyle {\mathsf {CoS\ +\ 8HNO_{3}\ \longrightarrow \ CoSO_{4}\ +\ 8NO_{2}\uparrow \ +\ 4H_{2}O}}}
- взаимодействием дисульфида(2−) кобальта(II) (минерал каттьеит) с кипящей концентрированной серной или азотной кислотой[4]:

{\displaystyle {\mathsf {Co(S_{2})\ +\ 6H_{2}SO_{4}\ \longrightarrow \ CoSO_{4}\ +\ 7SO_{2}\uparrow \ +\ 6H_{2}O}}}
{\displaystyle {\mathsf {Co(S_{2})\ +\ 14HNO_{3}\ \longrightarrow \ CoSO_{4}\ +\ 14NO_{2}\uparrow \ +\ 6H_{2}O\ +\ H_{2}SO_{4}}}}

## Применение
Сульфат кобальта(II) используется в качестве сырья для получения других соединений кобальта, как компонент электролитов при гальваническом покрытии других металлов кобальтом, в качестве пигмента для окрашивания стекла и керамики.

## Токсичность
Сульфат кобальта(II) является умеренно-токсичным веществом: LD50 для крыс перорально составляет 582 мг/кг (для гептагидрата).
При вдыхании может вызывать затруднение дыхания, астму; может вызывать рак. При контакте с кожей может вызывать аллергическую реакцию. При попадании внутрь организма может оказывать мутагенный эффект, влиять на репродуктивную функцию.
Основные симптомы отравления сульфатом кобальта(II) включают в себя диарею, потерю аппетита, падение температуры тела и артериального давления. Основные поражаемые органы — почки, сердце и поджелудочная железа.
Сульфат кобальта(II) способен вызывать долговременные неблагоприятные изменения в водной среде: LC50 для дафний составляет 6 мг/л в течение 48 часов; IC50 для Pseudokirchneriella subcapitata составляет 0,4 мг/л в течение 72 часов (данные приведены для безводного соединения).